# KVM-switch

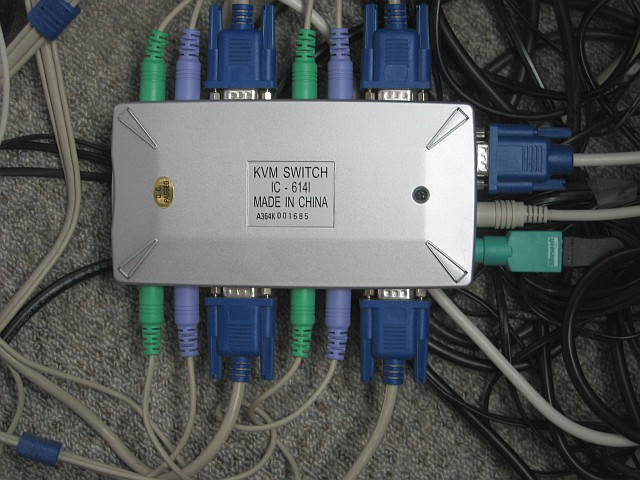
Rechts de verbinding met monitor, muis en toetsenbord, boven en onder de verbindingen met vier computers. De kleuren zijn gestandaardiseerd:
VGA-monitor
Toetsenbord
Muis

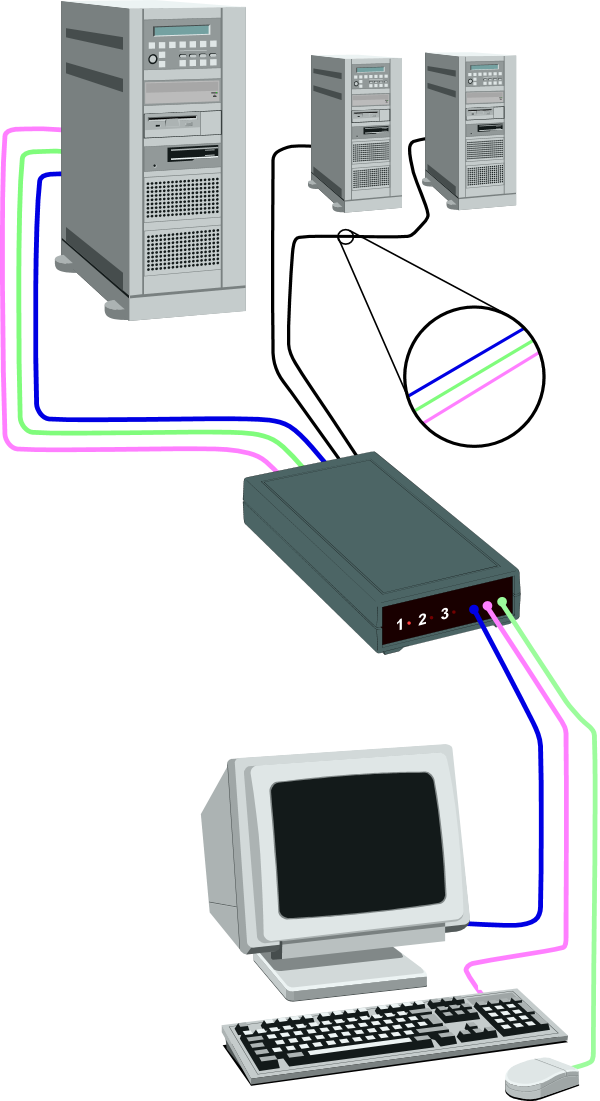
Werking van een KVM-switch

Een KVM-switch is een hardwareapparaat dat de gebruiker toelaat om meerdere computers te bedienen via een enkel toetsenbord, monitor en muis. KVM is een afkorting voor Keyboard, Video, Mouse. De gebruikte aansluitnormen zijn meestal VGA en PS/2, maar er komen ook steeds meer KVM-Switches op de markt welke DisplayPort of HDMI ondersteunen. Ook hebben deze modernere switches soms mogelijkheden om USB-apparaten en luidsprekers over meerdere computers te delen.
Een gebruiker verbindt een monitor, toetsenbord en muis met de KVM-switch en gebruikt vervolgens speciale kabels om de KVM met de computers te verbinden. 

## Aantal aansluitingen
De apparaten verschillen in het aantal computers die verbonden kunnen worden, twee tot 128 computers zijn mogelijk. Professionele toestellen kunnen zelfs aan elkaar geketend worden om nog meer toestellen vanaf een enkel toetsenbord, monitor en muis te bedienen.

## Gebruik
Een KVM-switch is handig wanneer men verschillende computers wil bedienen, maar men geen behoefte heeft aan een toetsenbord, monitor of muis voor elke computer apart. Ze worden vaak gebruikt in datacentra, waar veel servers in een enkel rack (rek) geplaatst worden met één enkel toetsenbord, monitor en muis. De KVM laat dan toe dat het personeel elke server uit het rack kan bedienen indien dit nodig is.
Ook wordt de KVM-switch vaak gebruikt bij televisie. Vaak is het nodig om meerdere computers (router, matrix, decoder, editor) te gebruiken, maar is het toch onwenselijk om dit vanaf verschillende pc's te doen. Ook speelt de beperkte ruimte in de regiewagen een rol. Hier wil je niet voor elke toepassing een andere monitor, toetsenbord en muis.

## Mechanisch of elektronisch
De eenvoudigste KVM-switches bestaan enkel uit een mechanische schakelaar.
Ze hebben het nadeel dat de computers volledig van de randapparatuur worden losgekoppeld.
Dat geeft de volgende problemen.
- Het loskoppelen en weer aansluiten van een PS/2-muis of -toetsenbord met ingeschakelde computer kan tot gevolg hebben dat die randapparaten niet meer werken. De computer moet dan opnieuw worden opgestart. Dit probleem doet zich bij USB niet voor.
- Vaak onderzoekt een computer bij het opstarten of er een monitor aangesloten is en wat daarvan de resolutie is. Staat de KVM-switch bij het opstarten van een computer ingesteld op een andere computer, dan wordt de monitor niet gedetecteerd.

Een elektronische KVM-switch behoort deze problemen niet te hebben.
De KVM-switch geeft altijd de gegevens van de aangesloten monitor door, ook als de KVM op een andere computer is ingesteld.
Verder zal de switch ervoor zorgen dat de computers altijd een muis en een toetsenbord zien.
Een elektronische KVM-switch heeft voeding nodig.
Deze wordt meestal uit de aangesloten computers betrokken. Alle drie kabels (VGA, muis en toetsenbord) bevatten een ader waarop een voedingsspanning staat.
Een probleem kan zijn dat de switch bijvoorbeeld de muisaansluiting gebruikt voor de voeding maar dat de gebruiker ervoor heeft gekozen de muis niet te gebruiken.

## Omschakelen
Een mechanische KVM-switch wordt bediend met een draaischakelaar die even veel standen heeft als er computers aangesloten kunnen worden.
Een elektronische KVM-switch kan soms worden omgeschakeld met een drukknop op de switch, maar haast altijd is het ook mogelijk met een toetscombinatie op het toetsenbord (zoals het drie maal snel aanslaan van een bepaalde toets, vaak de "Scroll Lock"-toets).
Dit is dan weer een probleem voor de gebruiker die alleen een monitor aangesloten heeft.
Een elektronische switch heeft meestal ook de mogelijkheid steeds na een paar seconden om te schakelen naar een andere computer, zodat men een aantal computers kan bewaken. Muis en toetsenbord werken dan niet.
Een elektronische KVM-switch zal niet omschakelen naar de aansluitingen waarop geen computer is aangesloten (of waar de computer niet ingeschakeld is).

## Alternatief
Er bestaan software-alternatieven voor een hardware-KVM, zoals Synergy of het niet-vrije Multiplicity, die schakelen in software, en de signalen via netwerkverbindingen verzenden. Het voordeel van deze methode is dat de hoeveelheid bedrading minder is dan bij het gebruik van hardwareswitchen, en doordat men kan overschakelen door de muisaanwijzer gewoon door te slepen naar een ander scherm (en computer) wordt enigszins verborgen dat men in feite op twee aparte computers werkt. Het nadeel is dat deze producten typisch het toetsenbord en de muis ondersteunen, maar niet de videosignalen, zodat ze vooral bruikbaar zijn wanneer elke pc zijn eigen scherm heeft.